# Avellaners del Pere Pla
Els Avellaners del Pere Pla és un bosc del terme municipal de Monistrol de Calders, al Moianès.
Aquest bosc de pins -no hi queda res dels avellaners que donaren nom al lloc- és al Sot de Pumanyà, del qual ocupa tot el fons de vall, a la meitat septentrional.